# Miltochrista hypoprepioides
Miltochrista hypoprepioides là một loài bướm đêm thuộc phân họ Arctiinae, họ Erebidae.